# Bjørnen Paddington
Bjørnen Paddington (Paddington Bear, Paddington Bjørn, Paddington) er en fiktiv karakter skabt af Michael Bond, som har været hovedrollen i 20 litterære værker, tre tv-serier og to spillefilm. Serien omhandler den peruvianske bjørn Paddington og hans tid hos den engelske familie Brown i London.

## Oprindelse
Karakteren opstod juleaften i 1956, hvor forfatteren Michael Bond så en tøjbamse sidde alene tilbage på hylden i en butik ved Paddington Station i London. Det førte ham til at skrive værket A Bear Called Paddington som blev udgivet i 1958. Bond var inspireret af dokumentarer og anekdoter om børne-flygtninge under 2. Verdenskrig der forlod deres hjem i storbyer af sikkerhedsmæssige grunde.

## Litterære værker
Der er blevet udgivet 20 litterære værker mellem 1958 og 2018. Michael Bond gik bort i 2017, og året efter blev hans sidste værk Paddington at St. Pauls udgivet efter hans bortgang. Bøgerne har solgt 30 millioner eksemplarer og er oversat på 30 forskellige sprog, heriblandt dansk.

## TV-serie
Tre tv-serier er skabt omkring karakteren, en britisk udgave fra 1976 med 56 episoder, en amerikansk-britisk produktion fra 1989 med 13 episoder, samt en canadisk-fransk 2D animation fra 1997 med 117 afsnit. En ny CGI udgave er annonceret til at begynde i 2020, baseret på de to spillefilm.

## Filmatisering
Karakteren har været hovedrollen i to spillefilm, Paddington fra 2014 og efterfølgeren Paddington 2 fra 2017, begge instrueret af Paul King. En tredje spillefilm, Paddington i Peru går pt. i biografen.[kilde mangler] Filmserien har indtjent $495 millioner på verdensplan. 

### Paddington(2014)
I 2007 påbegyndte producer David Heyman og Warner Bros Pictures et samarbejde på den første filmatisering af karakteren, efter deres første succesfulde kollaboration på filmatiseringen af Harry Potter. Warner Bros forlod dog produktionen og der ville gå yderligere fem år før projektet skred fremad, denne gang med Studio Canal, hvorved filmen blev produceret uden amerikansk finansiering og uden for det amerikanske studie-system. I 2012 blev de første promotionmaterialer udgivet og i 2013 blev Sally Hawkins, Hugh Bonneville, Julie Walters og Nicole Kidman annonceret som værende en del af rollebesætningen, samt Colin Firth der oprindeligt skulle lægge stemme til titelkarakteren. I august 2014 blev han erstattet af Ben Whishaw, eftersom både skuespiller og producer var enige om at Firth ikke har den rette til rollen.
Historien følger løst historien fra Michael Bonds første udgivelse og omhandler Paddingtons rejse fra Peru til London, hans første tid hos familien Brown og hans flugt fra filmens skurk Millicent.

### Modtagelse
Filmen fik en positiv modtagelse af anmelderne, hvoraf mange roste dens positive meddelelse om indvandring og var den højest indtjenende film i Storbritannien blandt biografudgivelser i 2014. Den modtog to BAFTA nomineringer for Bedste Britiske Film og Bedste Adapterede Manuskript og var den første familiefilm til at blive nomineret i førstnævnte kategori siden Harry Potter og Fangen fra Azkaban. Filmen førte både til en forøgelse i salget Michael Bonds bøger, samt salget af marmelade. Da filmen skulle lanceres i Kina blev den promoveret af Prins William og Kate Middleton. Nicole Kidman holdt en special fremvisning for børnehospitalet i Sydney.
På verdensplan er det den højst indtjenende live-action familiefilm produceret uden for det amerikanske filmstudie-system. I Danmark har filmen solgt 90.000 biografbilletter, hvor den kun blev udgivet i en version med danske stemmer, med Mikkel Lomborg som stemme til titelkarakteren.

### Paddington 2(2017)
Optagelserne på Paddington 2 begyndte i 2016 og filmen blev udgivet i 2017. De originale skuespillere vendte tilbage og denne gang med Hugh Grant som filmens skurke. For hans præstation blev han for tredje gang nomineret til en BAFTA, mens filmen i alt modtog tre, for Bedste Manuskript og Bedste Britiske Film.
Paddington 2 er officielt den bedst anmeldte film på Rotten Tomatoes, med 222 positive anmeldelser.